# Tegelsopp
Tegelsopp, tidigare tegelröd björksopp, Leccinum versipelle, är en svampart i släktet strävsoppar. Arten är vanligt förekommande i större delen av Sverige och trivs, som det tidigare namnet antyder, i närheten av björk, med vilken den bildar ektomykorrhiza. Precis som björksoppen har den längs den i övrigt vita/ljusa foten små "fjäll" som är mörka i spetsen. Hatten är på ovansidan tegelfärgad. Svampköttet är vitt men grånar vid snitt eller tryck. 
Flera arter med ljusare hatt har beskrivits: Leccinum percandidum, Leccinum roseotinctum, Leccinum cerinum och Leccinum callitrichum. Dessa, liksom den nordamerikanska Leccinum atrostipitatum med mörkare fot, betraktas i en revision (2005) av släktet Leccinum som tillhörande samma art som tegelsopp.

## Som matsvamp
Arten är ofta angripen av svampmygglarver som ibland gräver ganska omfattande gångsystem i dess fot och hatt, men unga, oangripna exemplar är fina matsvampar, vilket även de lindrigt angripna kan bli efter att de dåliga delarna skurits bort.
Liksom andra strävsoppar bör tegelsoppen upphettas tillräckligt, annars är den giftig.